# Чемпионат Финляндии по фигурному катанию 1929
Чемпионат Финляндии по фигурному катанию 1929 года — соревнование по фигурному катанию среди спортсменов Финляндии сезона 1928—1929. Фигуристы соревновались в мужском и женском одиночном катании.
Турнир прошёл в Хельсинки 17 февраля 1929 года на льду конькобежного клуба Хельсинки (фин. Helsingin Luistinklubin) в Северной гавани.
В одиночном разряде участвовало 9 человек — 4 среди мужчин и 5 среди женщин. Как и годом ранее большинство участвовавших представляли Хельсинки, и только Орвокки Туулос — Тампере.

## Результаты

### Мужчины
| Место | Имя              | Клуб | Сумма баллов | Сумма мест |
| ----- | ---------------- | ---- | ------------ | ---------- |
| 1     | Маркус Никканен  | HLК  | 315          | 5          |
| 2     | Бертиль Никканен | HLК  | 252,55       | 12         |
| 3     | Франс Киннари    | HL   | 248,05       | 13         |
| 4     | Мартин Гюлден    | HLК  | 202,30       | 20         |

### Женщины
| Место | Имя            | Клуб              | Сумма баллов | Сумма мест |
| ----- | -------------- | ----------------- | ------------ | ---------- |
| 1     | Гуннель Нюстен | HLК               | 195,85       | 5          |
| 2     | Рауха Перкиё   | HL                | 176,85       | 12         |
| 3     | Ильма Сууронен | HL                | 175,05       | 13         |
| 4     | Орвокки Туулос | Tampereen Pyrintö | 142,85       | 17         |
| 5     | Ауне Кайванто  | HL                | 140,10       | 24         |